# 유대

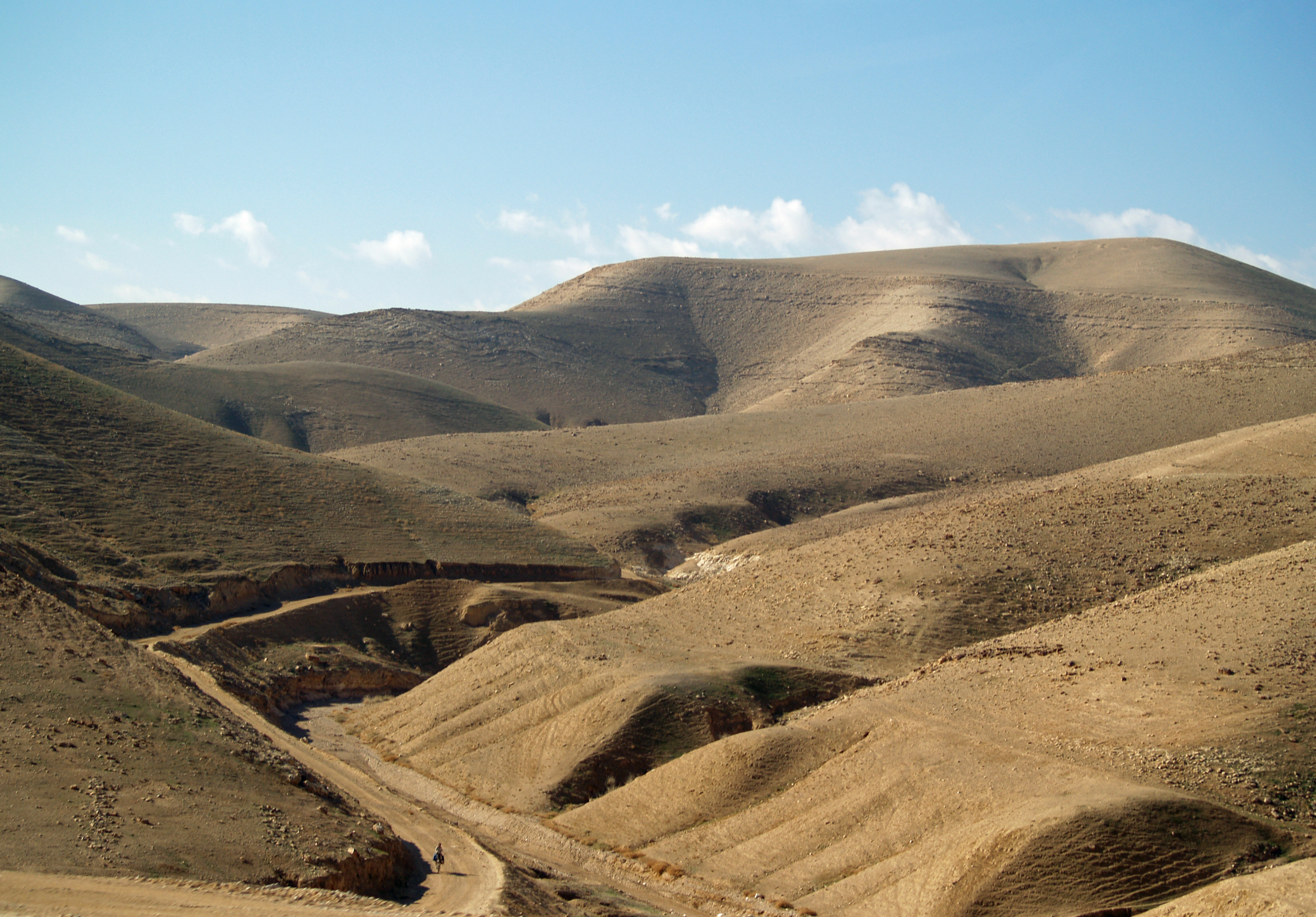

유대(히브리어: יהודה 예후다, 현대 그리스어: Ιουδαία 유대아, 라틴어: Iudaea 유데아[*])는 전통적으로 가나안 지방의 남단을 부르는 고대의 지명이다. 넓게는 가나안 지방 전체를 가리키기도 하나 대체로 과거 유다 왕국이 존재했던 가나안 지방 남부를 가리킨다. 현재는 이스라엘과 팔레스타인 그리고 요르단의 일부 지방으로 나뉜다.
‘유대’라는 이름은 고대 히브리 민족의 야곱의 열두 아들 중 한명인 유다의 자손인 ‘유다 지파’의 이름을 라틴어로 전사한 것(유대아)을 음차한 것에서 비롯한 것이다.

## 지리적 고찰
원래 이 지역의 경계는 남쪽으로 헤브론, 북쪽으로 베스호론, 서쪽으로는 지중해, 동쪽으로는 요르단강을 경계로 한다. 지리적으로는 건조한 산악지형으로 대부분 사막으로 간주된다. 산지 중 가장 높은 곳은 해발 1,020m인 남쪽의 헤브론 산이고 동쪽과 북쪽으로 가면 해수면보다 400m나 낮은 지형이다. 중요한 도시로는 예루살렘, 베들레헴, 헤브론, 예리코 등이 있다.

## 역사
선사 시대부터 이 지역에는 인류가 거주한 것으로 보이며 예리코는 인류가 가장 먼저 살기 시작해 아직까지도 살고 있는 가장 오래된 도시 중 하나로 손꼽힌다. 수많은 민족들이 이 지역에서 역사의 부침을 거듭해 왔고 유명한 것은 유대인들이다. 유대교의 토라 전승에 따르면 이 지역은 유대인의 시조 아브라함, 이삭, 야곱 등 조상의 땅이며 그들이 묻힌 땅이다.
기원전 10세기경 다윗과 솔로몬의 왕국이 세워져있었다고 하며 나중에 북쪽의 이스라엘 왕국과 남쪽의 유다 왕국으로 나뉘었고 남쪽의 유다 왕국은 기원전 597년 또는 기원전 586년 (이른바 바빌론 유수의 시작 부분에 대하여 역사학자들의 의견이 나뉘고 있음) 바빌로니아에게 예루살렘이 멸망할 때까지 유대인의 주된 거주지였다.
이후 페르시아 제국의 키루스 2세에 의해 해방되어 유대인들이 귀환했으나, 알렉산드로스 대왕 이후 잠깐 동안 프톨레마이오스 왕조의 지배를 받고 뒤이어 셀레우코스 왕조의 지배를 받았다. 셀레우코스 왕조에 대한 유다 마카베오의 반란 이후 하스몬 왕조가 들어서면서 잠시 유대인 왕국이 들어섰으나 결국 내분으로  기원전 63년 로마가 개입해 로마의 통치를 받았는데, 로마 제국은 유대를 직접 다스리는 게 아니라, 헤로데 1세와 그의 후손들로 구성된 헤로데 왕가를 유대의 지역권력으로 임명하여 다스렸다.
135년 바르 코크바의 반란이 일어났으나 실패로 돌아가고 로마 황제 하드리아누스의 명령으로 모든 유대인이 추방되었다. 이후 유대인은 자신의 땅과 국가가 없이 디아스포라를 해야 했으며 1948년 이후에야 자신들의 국가 이스라엘을 세워 다시 이 지역으로 돌아올 수 있었다.

## 같이 보기
- 셀레우코스 제국
- 팔레스타인의 역사
- 키토스 전쟁
- 유다이아 속주